# Hssaine
Hssaine (àrab حصين) és un arrondissement del municipi de Salé, de la prefectura de Salé de la regió de Rabat-Salé-Kenitra. Segons el cens de 2014 tenia una població total de 214.540 persones. La seva població havia augmentat de 74.930 habitants en 1994 a 163.672 en 2004. Al seu territori hi ha el Technopolis del Marroc.